# Krzysztof Gliszczyński
Krzysztof Gliszczyński (ur. 16 stycznia 1962 w Miastku) – polski malarz, rysownik, pedagog, profesor Akademii Sztuk Pięknych w Gdańsku.

## Życiorys
Absolwent Liceum Plastycznego w Szczecinie. Studiował w gdańskiej PWSSP (ASP) w latach 1982–1987. Dyplom uzyskał w pracowni prof. Kazimierza Ostrowskiego w 1987 r. W 1984 założył Studencką Galerię Wlot, którą prowadził do 1987. Od 1987 pracuje na macierzystej uczelni, gdzie na Wydziale Malarstwa prowadzi III Pracownię Malarstwa. W latach 2008–2012 był dziekanem Wydziału Malarstwa. W 2011 otrzymał tytuł profesora sztuk plastycznych. W kadencji 2012–2016 był prorektorem ds. rozwoju i współpracy uczelni.
W latach 1995–2002 z grupą przyjaciół: Janem Buczkowskim, Dominiką Krechowicz, Maciejem Sieńkowskim i Krzysztofem Wróblewskim był współzałożycielem i współprowadzącym (1995–2002) Galerię „Koło” w Gdańsku. Jest pomysłodawcą (1999) utworzenia Nagrody im. Kazimierza Ostrowskiego przyznawanej przez ZPAP w Gdańsku.
W 2015 Minister Kultury i Dziedzictwa Narodowego przyznał mu Odznakę honorową „Zasłużony dla Kultury Polskiej”.

## Wystawy indywidualne
- 1991: Galeria Kamila Regent Contemporain, Bruksela, Belgia
- 1994: Bałtycka Galeria Sztuki, Słupsk
- 1996: Galeria Miejska „Arsenał”, Poznań
- 1996: Galeria „Koło”, Gdańsk
- 2001: Galeria „Otwarta Pracownia”, Kraków
- 2002: Galeria Miejska „Arsenał”, Poznań
- 2003: Galeria „Koło”, Gdańsk
- 2003: Muzeum Narodowe – Oddział Sztuki Współczesnej, Pałac Opatów, Gdańsk Oliwa
- 2004: Bałtycka Galeria Sztuki, Ustka
- 2004: „Materia prima”, Galeria Milano, Warszawa
- 2004: „Trzy Przestrzenie”, malarstwo, Bałtycka Galeria Sztuki w Ustce
- 2006: „Looking at Grey”, malarstwo, obiekty, Galeria Promocyjna, Warszawa
- 2007: „Autoportret a retour. Urny i obrazy synergiczne”, Centrum Sztuki Współczesnej „Łaźnia”, Gdańsk
- 2007: malarstwo, Galeria Sztuki Wozownia, Toruń
- 2008: „Ewolucja obrazu” (wspólnie z Andrasem Galem) Galeria Platan, Instytut Polski, Budapeszt
- 2008: „Autoportret à retour. Urny i obrazy synergiczne”, Galeria Miejska „Arsenał”, Poznań
- 2008: „Pełnia. Punkt i linia a płaszczyzna”, obrazy synergiczne, wideo, Galeria Milano, Warszawa
- 2008: „Remains”, malarstwo, obiekty, rysunek, Centrum Sztuki „Pyramida”, Hajfa, Izrael
- 2009: malarstwo, obiekty (wspólnie z Andrasem Galem), Instytut Kultury Węgierskiej, Warszawa
- 2010: „Obiekty”, – obiekty, wideo, Galeria Fundacji Atelier, Warszawa
- 2011: „Materia Prima. De-,Re-,konstrukcja malarstwa”, Państwowa Galeria Sztuki Sopot
- 2015: „Odciśnięta pamięć”, Galeria Refektarz w Kartuzach[5]

## Nagrody i stypendia
- 1988: roczne stypendium Ministerstwa Kultury i Sztuki
- 1990: roczne stypendium Ministerstwa Kultury i Sztuki
- 1992: Stypendium DAAD oraz Rządu Dolnej Saksonii w Atelierhaus Worpswede
- 1993: Wyróżnienie w Ogólnopolskim Konkursie Malarskim „Bielska-Jesień”
- 1996: Nagroda Prezydenta Miasta Szczecina Im. Ziemowita Szumana na XVI Festiwalu Polskiego Malarstwa Współczesnego w Szczecinie
- 2000: Stypendium The Pollock-Krasner Foundation Inc. Nowy Jork, USA
- 2000: Nagroda Rektora ASP w Gdańsku I stopnia za szczególne osiągnięcia artystyczne i pedagogiczne
- 2002: Pobyt artystyczny w Szanghaju w Chinach, „Shanghai in the Eye of World Artist”, sympozjum, wystawa
- 2002: Stypendium Twórcze Marszałka Województwa Pomorskiego
- 2002: Stypendium Rady Miasta Gdańska
- 2003: Nagroda Rektora ASP w Gdańsku II stopnia
- 2005: Artist in residence, Association de Art Contemporain „Chambre de sejour avec vue...” Saignon en Luberon, Francja
- 2012: Nagroda Rektora ASP w Gdańsku II stopnia za konsekwentne rozwijanie modelu kształcenia na Wydziale Malarstwa oraz dbałość o rozwój kadry[6]
- 2014: Nagroda Rektora ASP w Gdańsku I stopnia za budowanie wizerunku Akademii Sztuk Pięknych w Gdańsku[6]
- 2017: Nagroda Prezydenta Miasta Gdańska w Dziedzinie Kultury z okazji jubileuszu 30-lecia pracy artystycznej[7]
- 2017: Nagroda Rektora ASP w Gdańsku II stopnia
- 2017: Stypendium Artystyczne Miasta Sopotu
- 2020: Nagroda Prezydenta Miasta Gdańska w Dziedzinie Kultury z okazji jubileuszu 25-lecia Galerii Koło[7]
- 2020: stypendium Marszałka Województwa Pomorskiego
- 2020: stypendium Funduszu Popierania Twórczości ZAiKS, Warszawa
- 2022: Nagroda Prezydenta Miasta Gdańska w Dziedzinie Kultury z okazji 35-lecia pracy artystycznej[7]
- 2022: Nagroda Rektora ASP w Gdańsku II stopnia
- 2023: Nagroda Rektora ASP w Gdańsku II stopnia

Źródło:.

## Publikacje o malarzu
- Urszula Szulakowska, Alchemy in Contemporary Art, Ashgate Publishing Ltd., 2010, ISBN 978-0-7546-6736-0.
- Marta Smolińska-Byczuk, Puls sztuki, Poznań: Wydawnictwo Galerii Arsenał, 2010.
- Malarstwo jest OKEY, katalog wystawy, Gdańsk: Wyd. Nadbałtyckie Centrum Kultury, Gdańsk, 2009, ISBN 978-83-925942-2-2.
- Renata Rogozińska, Ikona w sztuce XX wieku, Kraków: WAM, Kraków 2009, s. 240–242, ISBN 978-83-7505-242-8.
- Łaźnia. Architektura, sztuka i historia, pod red. Pawła Leszkowicza. Gdańsk: CSW Łaźnia, 2008, s. 258, ISBN 978-83-924815-8-4.
- Autoportret à retour – Krzysztof Gliszczyński, kat. wystawy, Gdańsk: CSW Łaźnia, 2007.
- Między słowem a światłem – poezja i malarstwo współczesnych artystów z Wybrzeża, Gdańsk: NCK, 2006, ISBN 978-83-919189-5-1.
- Poznań w Gdańsku. Gdańsk w Poznaniu, katalog wystawy, wyd. ASP w Gdańsku i Poznaniu, 2006, ISBN 83-88400-22.
- Krzysztof Gliszczyński, katalog wystawy, Warszawa: Galeria Promocyjna, Warszawa, 2006.
- Absolwent. Wokół Akademii – różnice, konteksty, alternatywy, Gdańsk: Fundacja Wyspa Progress, Instytut Sztuki Wyspa, 2005.
- Gdańsk we Wrocławiu. Wrocław w Gdańsku, katalog wystawy, wyd. ASP w Gdańsku i Wrocławiu, 2005, ISBN 83-89945-03-7.
- Pamięć i uczestnictwo”, katalog wystawy, wyd. Muzeum Narodowe w Gdańsku, 2005, ISBN 83-88669-71-0.
- Akademia sztuk Pięknych w Gdańsku, 1945–2005, katalog wystawy, wyd. Muzeum Narodowe 2005, ISBN 83-88669-91-5.
- Kama Zboralska, Sztuka inwestowania w sztukę, Przewodnik po galeriach sztuki, Warszawa: Rosner & Wspólnicy, 2004, s. 32, ISBN 83-89217-43-0.
- Shanghai in the Eyes of World Artists, Bejing: China Intercontinental Press, 2003, s. 66–67, ISBN 7-5085-0185-3.
- Sztuka beze mnie nie ma sensu, katalog wystawy oraz sesji naukowej, Zielona Góra: Galeria & Pracownia Stara Winiarnia, ISBN 83-916503-1-6.
- Przestrzenie codzienności. Raume des alltags, Brema: Städtische Galerie im Buntentor, 2003.
- Krzysztof Gliszczyński – residuum, katalog wystawy, Gdańsk: Galeria Koło, 2002 ISBN 83-911319-7-1.
- V Konkurs o nagrodę im. Daniela Chodowieckiego 2002, katalog wystawy, Sopot: PGS w Sopocie, 2002, ISBN 83-88210-41-6.
- V Triennale Sztuki Sacrum. Ku cywilizacji życia, katalog wystawy, wyd. Miejska Galeria Sztuki w Częstochowie, 2002, ISBN 83-89328-02-X.
- Wydział Malarstwa i Grafiki. Katalog Wydziałowy, wyd. ASP w Gdańsku, 2002.
- 19 Festiwal Malarstwa Współczesnego Polskiego, katalog wystawy, wyd. ZPAP w Szczecinie, 2002.
- Renata Rogozińska, Inspiracje pasyjne w sztuce polskiej w latach 1970–1999, Poznań: Ksiegarnia św. Wojciecha, 2002.
- Słownik Malarzy Polskich. Od dwudziestolecia międzywojennego do końca XX wieku, tom 2, Wydawnictwo Arkady, 2001, ISBN 83-213-4143-8.
- Zofia Watrak, Wybory i przemilczenia. Od szkoły sopockiej do nowej szkoły gdańskiej, Gdańsk: Słowo/obraz, 2001 ISBN 83-915791-0-7.
- Trzy kolory; niebieski, biały, czerwony, kat. wystawy, wyd. PGS w Sopocie, 2001, ISBN 83-88210-20-3.
- Topographie des Gedachtnisses – Polnische Kunst der Gegenwart, katalog wystawy, Bremen: Agentur fur Kulturaustasch, Bremen, 2001.
- Otwarta Pracownia, katalog wystaw z roku 2001, Kraków: Stowarzyszenie Artystyczne Otwarta Pracownia, 2001 ISBN 82-916292-5-2.
- The same=not the same, katalog wystawy w galerii Gassworks w Londynie, Gdańsk: Galeria Koło, 1999, ISBN 83-911319-1-2.
- Spektrum, twórcze spotkanie polsko-niemieckie, katalog wystawy, Wyd. Muzeum Galeria Wschodnioniemiecka w Ratyzbonie, 1999, ISBN 3-89188-087-1.
- Polska abstrakcja analityczna 1994–1999, katalog wystawy, wyd. BWA Wrocław, 1999.
- Centrum Sztuki Współczesnej w Warszawie, 1988–1998, kat. 10 lat dział. centrum, wyd. CSW w Warszawie, 1999, ISBN 83-85142-10-X.
- Artyści galerii Koło, katalog wystawy, wyd. Galeria Koło ZPAP, 1997, ISBN 83-905566-9-3.
- Krzysztof Gliszczyński, katalog wystawy malarstwa, wyd. Galeria Trystero 1997, ISBN 83-902929-6-3.
- Funf Positionen im Kontext, katalog wystawy; Thomas Barnstein, Istvan Haasz, Krzysztof Gliszczyński, Maciej Sieńkowski, Anna Sołecka-Zach, Brema: Galeria Miejska, 1997.
- Obraz ‘96, katalog wystawy malarstwa, Warszawa: Fundacja Polska – Japonia im. Miyauchi, Warszawa, 1996.
- Krzysztof Gliszczyński, katalog wystawy, Gdańsk: ART, 1996, ISBN 83-905566-1-8.
- Krzysztof Gliszczyński, katalog wystawy, Poznań: Galeria Miejska „Arsenał”, 1996, ISBN 83-86932-01-5.
- 16 Festiwal Polskiego Malarstwa Współczesnego, katalog wystawy, wyd. ZPAP w Szczecinie, 1996, ISBN 83-905182-5-2.
- Trzydzieści trzy plus trzy, katalog wystawy, Gdańsk: Muzeum Narodowe, 1996, ISBN 83-905895-3-2.
- Jarosław M. Daszkiewicz, Malarstwo młodych 1980–1990. Nowe tendencje, rozdział: Ekspresja romantyczna, Warszawa: Wydawnictwa Artystyczne i Filmowe, 1995.
- Dialog..., katalog, Saignon en Luberon: Association d’art. contemporain, chambre de sejour avec vue.
- Atelierhaus Worpswede 1992–1993–1994, wyd. Worpsweder Verlag, 1995.
- Bielska Jesień’95, ogólnopolski konkurs malarstwa, katalog wystawy, Bielsko-Biała: Galeria BWA, 1995.
- Wojciech Zaniewski, Malarskie Widzenie, rozdział: Krzysztof Gliszczyński, tekst: Adam Pawlak, Gdańsk: Wojciech Zaniewski, 1994.
- Dialogi form, katalog wystawy; Thomas Barnstein, Krzysztof Gliszczyński, Istvan Haasz, Anna Sołecka-Zach, Maciej Sieńkowski, wyd. Muzeum Archeologiczne w Gdańsku, 1994.
- Tendencje ’90 – krytyka a sztuka, publikacja z okazji sympozjum krytyków sztuki, wyd. BWA w Słupsku.
- Pologne'90, publikacja z okazji wystawy w Muzeum Miejskim w Brukseli, 1990.
- Kunst aus Polen, Katalog aukcyjny Bernaerts, Mechelen, Belgia, 1990.
- Red & White – Wschodnia Fala, katalog wystawy, Warszawa: Fundacja „Arsenal”, 1989.
- Polnische Kunst der Gegenwart – Vision und Wirklichkeit, Bremen: Kunstverlag Krebs & Co., 1988.
- IV Międzynarodowe triennale Rysunku – Wrocław 1988, wyd. BWA we Wrocławiu, 1988.
- XI International Exhibition of original drawings, katalog wystawy, Rijeka: Museum of Modern Art, 1988.
- X Internatilnal Exhibition of original drawings, katalog wystawy, Rijeka: Museum of Modern Art, 1986.

## Źródła i linki zewnętrzne
- Strona oficjalna
- Krzysztof Gliszczyński Autograf – baza danych twórców i ich realizacji
- Who is who w Polsce. Leksykon biograficzny (założone przez Ralpha Hübnera), wydanie II uzupełnione, część I: A–Mac, Zug 2003, s. 1080.